# Eriocampa
Eriocampa es un género de Symphyta en la familia  Tenthredinidae. Existen diez especies descriptas en Eriocampa.

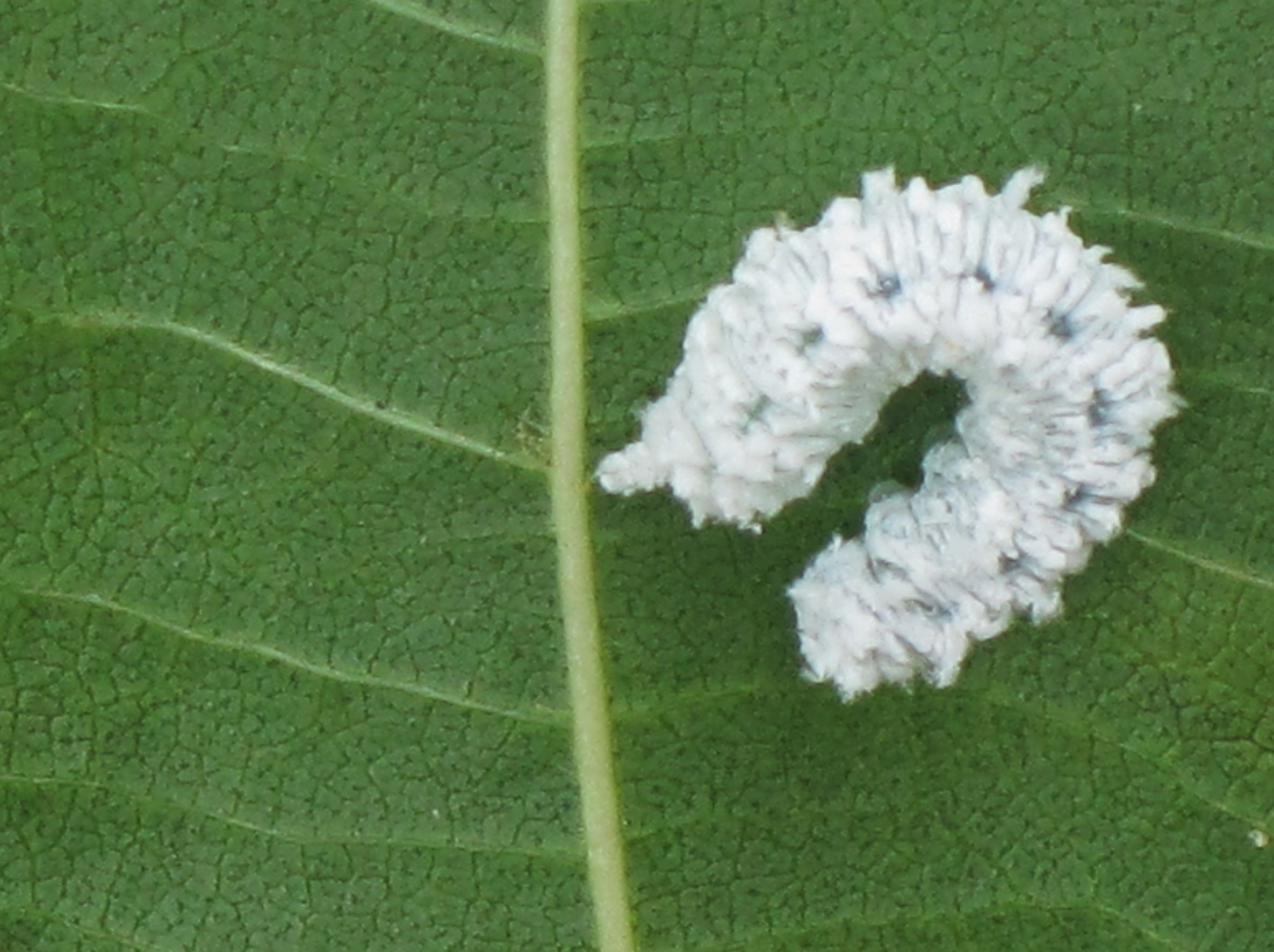
Eriocampa ovata, larva

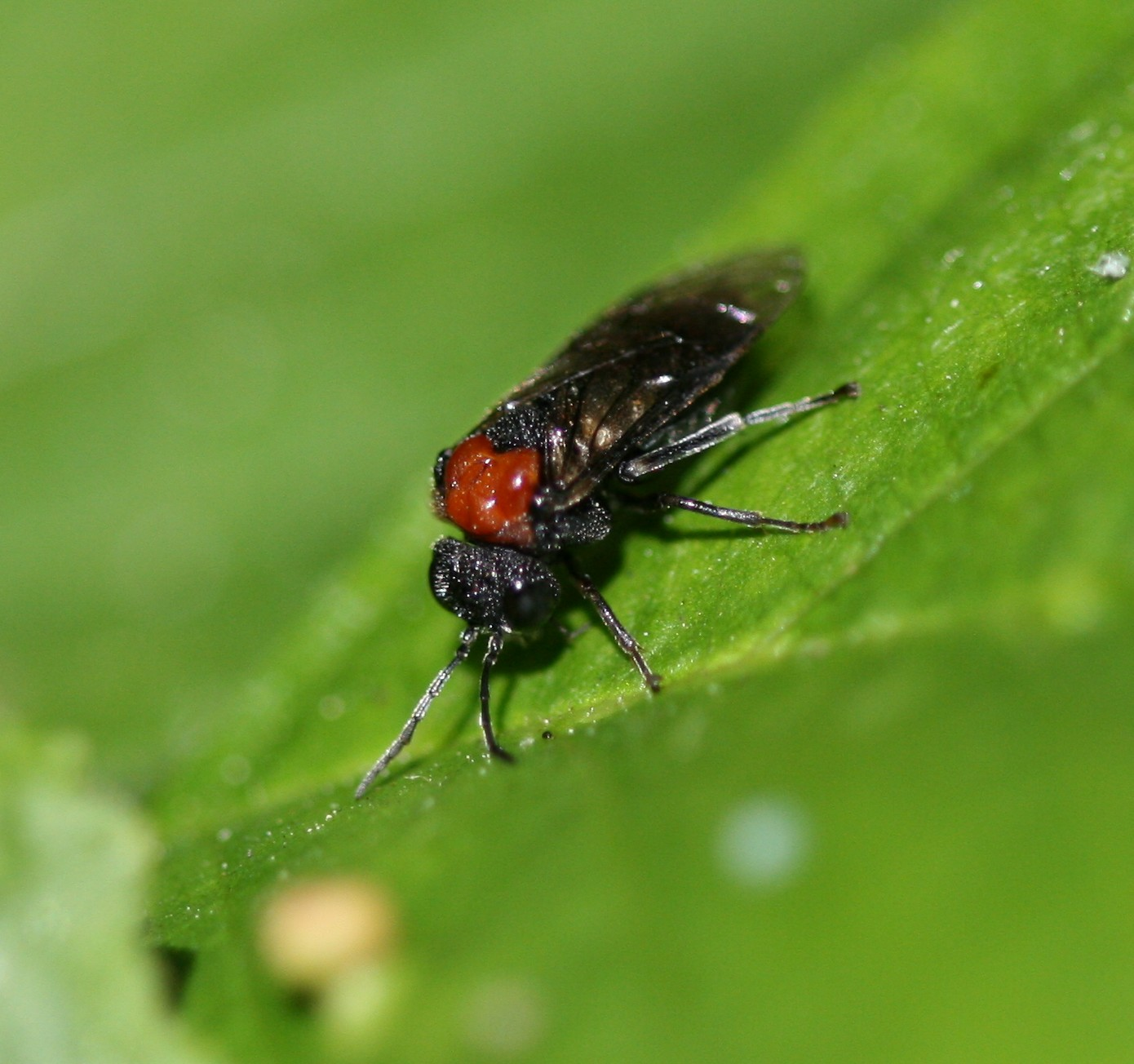
Eriocampa ovata

Se conocen siete especies fósiles (ver Eriocampa tulameenensis).

## Especies
Estas cinco especies pertenecen al género Eriocampa:
- Eriocampa dorpatica Konow, 1887 g
- Eriocampa juglandis b (butternut woollyworm)
- Eriocampa mitsukurii Rohwer, 1910 g
- Eriocampa ovata (Linnaeus, 1761) g b (alder sawfly)
- Eriocampa umbratica (Klug, 1816) g

Fuentes de información: i = ITIS, c = Catalogue of Life, g = GBIF, b = Bugguide.net